# 馬場英雄
馬場英雄（日语：／ Baba Hideo）是知名游戏制作人，曾經手南夢宮經典招牌遊戲传说系列。
最初在动画界活動，后于2001年进入南梦宫（现万代南梦宫娱乐）。2007年任天堂DS游戏推出《純真傳奇》後，擔任傳奇系列品牌經理兼製作人。因《熱情傳奇》的爭議事件，於2017年2月離開南夢宮。同月隨即進入SQUARE ENIX，擔任新工作室Studio Istolia的負責人，2019年3月底，从SQUARE ENIX离职。